# 本尼维斯山
本尼维斯山（英語：Ben Nevis、苏格兰盖尔语：Beinn Nibheis）是不列颠群岛以及英国本土最高的山峰（如果算英国海外领地最高峰则是玛丽皇后峰），高1345米。
它位于英国苏格兰西部的格兰扁山脉，毗邻高地的小镇威廉堡（Fort William）。作为英国本岛最高的山峰，本尼维斯山每年吸引大约100,000名登山者。但是由于绝大多数的游客缺少登山经验，加上多变的气候，仅在1990年至1995年间就已造成了13宗登山死亡事故。
本尼维斯山的名字来源仍然是一个谜团。但是可以确定的是本（ben）一词来自于苏格兰盖尔语中的beinn，即山峰的意思。有时人们也称呼本尼维斯山为本。

## 天气
本尼维斯山的高度和海陆位置造成了对登山者不利的不正常的恶劣天气状况。平均来说，一年山顶被乌云笼罩长达355天之久，降雨量达到4,350毫米。相比之下，附近的威廉堡降雨仅有2,050毫米，因弗内斯、爱丁堡和伦敦的降雨仅有600毫米。冬天时的降雨量更是相当于春夏时期的两倍。因天气多变，旅行者登山时须备用指南针以及保暖的衣物。

## 登山路径
本尼维斯山的第一条登山路径建于1883年，是由当地的建筑师科林·利文斯通（Colin Livingston）设计的。耗资800镑。这条较为简单的登山路径常被称为‘旅行者路径’，起点始于本内维斯游客中心，大约距离威廉堡市镇中心1英里。上山的路径随后与另一条始于青年旅馆的路交接。除此之外，另一条路径始于内维斯谷（Glen Nevis）附近的斯蒂尔（Steall）。这条路径虽然更短但是更陡峭，为较老练的登山者所使用。登山往返时间大约是6到8小时左右。

## 山顶

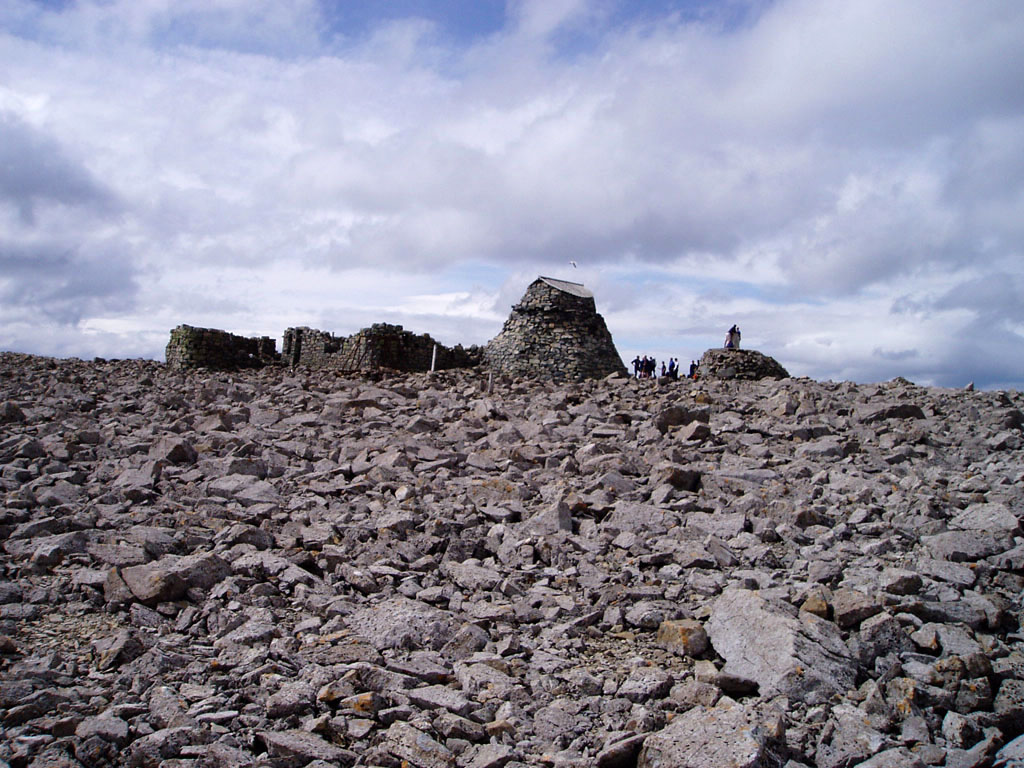
山顶的气象观测所

登山救援队建议在山顶放置方向标，以对处在恶劣条件下的登山者提供帮助。因为在有雾的情况下，从山顶高原的下山路径可对登山者构成生命威胁。
一个山顶气象观测所在1881年由气象学家克莱门特·林德利·乌拉吉（Clement Lindley Wragge）建立。1894年9月物理学家查尔斯·T·R·威尔森（Charles Thomson Rees Wilson）曾经被观测所雇用数周以让一位永久雇员作短暂的休息。在这段时期里他被一种叫布羅肯奇景（Brocken spectre）的光学现象吸引住了，以至于后来威尔森发明了云室（cloud chamber）。

## 本内维斯竞技赛跑
本内维斯竞技赛最初的奔跑是自行奔跑。最初的奔跑记录是在1895年。 威廉·斯万（William Swan），一位来自威廉堡的美发师／烟草零售商，从老邮局出发跑了2小时41分钟。 1897年，来自雷斯（Leith）的威廉·麦克唐纳（William MacDonald）创下了2小时27分的记录。二个月后斯万再以2小时20分的成绩打破了记录。后来麦克唐纳把时间缩短到2小时18分。 第一场竞技赛事于1899年举行。共有10名选手参赛，优胜者是休・肯尼迪。
目前竞技赛跑的出发点是克拉根公园（Claggan Park），路线比先前短了大约4英里。当前的男女纪录分别是1小时25分和1小时43分。